# Shirley Township (Missouri)
Pour les articles homonymes, voir Shirley Township.
Shirley Township est un ancien township, situé dans le comté de Ripley, dans le Missouri, aux États-Unis,.
Le township est fondé en 1892 et baptisé en référence à Frank M. Sherley, un pionnier.